# Fresnoy-le-Grand
Fresnoy-le-Grand 
es una comuna francesa situada en el departamento de Aisne, de la región de Alta Francia.

## Geografía
Está ubicada a 14 km al noreste de San Quintín.

## Industria
La empresa fabricante de utensilios de cocina Le Creuset tiene la sede en Fresnoy-le Grand, donde fue fundada en 1925 por Armand Desaegher y Octave Aubecq, quienes fueron pioneros en crear la primera cacerola de hierro fundido esmaltado.

## Demografía
| 2 995 | 3 371 | 3 729 | 3 635 | 3 581 | 3 272 | 3 072 | 2 956 |
| Para los censos de 1962 a 1999 la población legal corresponde a la población sin duplicidades (Fuente: INSEE [Consultar]) |       |       |       |       |       |       |       |